# مهرجان صندانس السينمائي 2022
مهرجان صندانس السينمائي 2022 (بالإنجليزية: Sundance Film Festival)‏ أقيم مهرجان في الفترة من 20 إلى 30 يناير. كان من المقرر في الأصل أن يكون المهرجان بنسق هجين يجمع بين العروض الشخصية والافتراضية، إلا أنه بسبب انتشار متحور أوميكرون من فيروس كوفيد-19، أعلن منظمو المهرجان في 5 يناير 2022 إلغاء المكونات الشخصية، لتصبح جميع العروض افتراضية بالكامل. تم الإعلان عن التشكيلة الأولى من أفلام المنافسة في 9 ديسمبر 2021.